# エヴリン・クルックシャンクス
エヴリン・クルックシャンクス（英語: Eveline Cruickshanks、1926年12月1日 - 2021年11月14日）は、イギリスの歴史学者。17世紀と18世紀のイギリス政治史を専門とする。

## 略歴
マルセイユで生まれ、第二次世界大戦により1940年にイギリスに避難した。ロンドン大学で学士の学位とPh.D.の学位を修得した後、同大学の歴史研究所で教鞭をとり、後にその名誉フェロー（honorary fellow）に選出されている。
17世紀と18世紀のイギリス政治史を専門とし、『英国議会史』プロジェクトでは『英国下院史 1690年–1715年』の編集者の1人を務め、『英国下院史 1660年–1690年』（1983年出版）と『英国下院史 1715年–1754年』（1970年出版）にも寄稿した。研究分野は主にトーリー主義（toryism）とジャコバイト主義（Jacobitism）であり、2004年の著作The Atterbury Plotはアタベリー陰謀事件の全面的な研究としては初である。
ジャコバイト研究トラスト（Jacobite Studies Trust）の理事長（chairman）、受託者（trustee）を務めたことがあり、ロイヤル・ステュアート協会の副会長も務めた。
私生活では1956年に建築家デズモンド・ワイス（Desmond Wyeth）と結婚した。
2013年から2014年ごろに歴史研究から引退し、2021年11月4日に死去した。

## 著作
- Cruickshanks, Eveline (1979). Political Untouchables: The Tories and the '45 (英語). New York: Holmes & Meier. ISBN 9780841905115。
- Cruickshanks, Eveline. By Force or By Default? The Revolution of 1688-89 (英語). Edinburgh: John Donald. ISBN 0-85976-279-3。
- Cruickshanks, Eveline; Corp, Edward, eds. (1995). The Stuart Court in Exile and the Jacobites (英語). London: The Hambledon Press. ISBN 1-85285-119-8。
- Cruickshanks, Eveline (2000). The Glorious Revolution (英語). New York: St. Martin's Press. ISBN 9780312230081。
- Cruickshanks, Eveline; Erskine-Hill, Howard (2004). The Atterbury Plot (英語). Houndmills, Basingstoke: Palgrave Macmillan. ISBN 978-1-349-39119-6。